# Жерлан (стадион)
«Жерла́н» (фр. Stade de Gerland; также известный как Муниципальный стадион «Жерлан» или «Стад де Жерлан») — стадион, расположенный в городе Лион, Франция. Используется для проведения футбольных и регбийных матчей. До открытия в начале 2016 года стадиона Парк Олимпик Лионне являлся домашней ареной футбольного клуба «Олимпик». Принимал матчи проводившихся во Франции Чемпионата мира по футболу 1998 года и Кубка мира по регби 2007 года. Максимальная вместимость во время футбольного матча — 35 029 зрителей.

## История
В 1910 году мэру города Лиона Эдуару Эррио пришла в голову идея разработать и построить стадион для лёгкой атлетики и для велогонок в городе. В 1912 году постройка стадиона была официально поручена архитектору Тони Гарнье. Строительство началось в 1914 году, с надеждой, что стадион будет завершен до международной выставки 1914 года, однако, из-за Первой мировой войны строительство было временно приостановлено, но возобновилось после войны, завершённой в 1918 году, при содействии большого числа немецких военнопленных. К 1920 году стадион был полностью работоспособным, а 1926 году «Стад де Жерлан» был открыт. Стадион использовался как футбольная арена с 3000 мест на трибунах, а также как легкоатлетический, теннисный, велосипедный и т. д.. Изначально стадион должен был принять отборочный матч чемпионата мира 1938, но он не состоялся из-за отказа сборной Австрии.
С 1950 года «Жерлан» стал домашней ареной лионского футбольного клуба «Олимпик». Изначально не имея покрытых козырьком трибун, стадион пережил волну последующих улучшений. В конце 60-х пожертвовали велотреком, окружавшим футбольное поле. В 1984 году вместимость была увеличена до 50 000 или 51 860 зрителей, в преддверии чемпионата Европы.
С 4 октября 1969 года стадион записан историческим памятником.
Во время полуфинального матча Кубка конфедераций 2003, на стадионе произошла трагедия — камерунский полузащитник Марк-Вивьен Фоэ погиб от сердечного приступа во время матча с Колумбией.
Стадион подвергся изменениям, чтобы принять чемпионат мира 1998. Для начала, две трибуны, за исключением арок, поддерживающих стены, были снесены, а затем реконструированы. Теперь покрытые, они стали ближе к полю, чем старые, но их вместимость уменьшилась. Кроме того, были полностью изменены сиденья на боковых трибунах: старые деревянные скамейки были заменены на индивидуальные кресла. Вместимость стадиона уменьшилась до 43 051 зрителя.
С 2007 года руководством города Лиона началось обсуждение необходимости строительства нового футбольного стадиона взамен морально устаревшего стадиона «Жерлан». Новый стадион «Парк Олимпик Лионне» был открыт 9 января 2016 года матчем команды «Олимпик Лион» против команды «Труа».
С этого момента «Жерлан» перестал быть футбольным стадионом, а стал домашней ареной регбийного клуба «Лион Олимпик Университер». С 2016 года на стадионе ведутся работы, которые должны восстановить закрытые некоторое время назад не-футбольные структуры (в частности, бассейн), а также сократить вместимость трибун до 15 000—20 000 зрителей. Стадион также имеет право проводить до пяти неспортивных мероприятий в год по своему выбору.